# Sola andata
Sola andata, pubblicato nel 2005, è il secondo lavoro discografico del gruppo Sine Frontera.

## Descrizione
Le sonorità ricalcano quelle del primo disco e spaziano tra diversi generi musicali, una Patchanka dal folk allo ska.
Tre canzoni, "L'aristrocratica", "La guerra è finita" e "Baraca e buratin" erano già presenti nel disco di esordio Sine Frontera ma sono stati registrati e remixati per questo album.

## Tracce
1. Onorevoleshow
2. Tira a campà
3. Cammina cammina
4. Su la testa
5. Bandabidun
6. Kebab
7. Wladimir Mahoney
8. La guerra è finita
9. Nunca Maìs
10. Paglia carta
11. L'aristocratica
12. Baraca e buratin
13. Misirlou

## Musicisti
- Antonio Resta – voce, chitarra acustica
- Paolo Sterzi – violino
- Marco Ferrari – fisarmonica
- Fabio Ferrari – basso elettrico
- Riccardo Mabus Moretti - batteria
- Simone Dalmaschio – percussioni
- Simone Rebucci – chitarra elettrica e acustica